# Julián Blanco (Guerrero)
Julián Blanco es una localidad del estado mexicano de Guerrero. Es parte del municipio de Chilpancingo de los Bravo.

## Toponimia
El nombre de la población rinde homenaje a Julián Blanco, militar partícipe de la Revolución mexicana, oriundo de la localidad.

## Demografía
| Gráfica de evolución demográfica |
|                                  |

| Censo | Población |
| ----- | --------- |
| 1900  | 611       |
| 1910  | 690       |
| 1921  | 823       |
| 1930  | 991       |
| 1940  | 769       |
| 1950  | 770       |
| 1960  | 1 216     |
| 1970  | 1 654     |
| 1980  | 1 840     |
| 1990  | 1 851     |
| 2000  | 2 268     |
| 2010  | 1 955     |
| 2020  | 2 037     |